# 阿布里奥拉
阿布里奥拉（義大利語：Abriola），是意大利波坦察省的一个市镇。总面积96平方公里，人口1618人，人口密度16.9人/平方公里（2009年）。ISTAT代码为076001。